# Yangon-Region
Koordinaten: 17° 0′ N, 96° 10′ O
Die Yangon-Region (birmanisch ရန်ကုန်တိုင်းဒေသကြီး, BGN/PCGN: yan-gôndaingdethagyi, bis 2008 Yangon-Division) ist eine der 15 Verwaltungseinheiten von Myanmar.

## Geographie
Die Yangon-Region grenzt im Norden und im Osten an die Bago-Region, im Süden an den Golf von Bengalen und im Westen an die Irawadi-Region. Sie befindet sich zwischen 16° 20' Nord und 17° 50' Nord bzw. zwischen 95° 45' Ost und 96° 46' Ost.
Die Kokosinseln nördlich der Andamanen im Golf von Bengalen gehören auch zu dieser Region. Die Yangon-Region ist die am meisten entwickelte Region von Birma.

## Bevölkerung
Die Bevölkerung betrug 1999 etwa 5.420.000; beim Zensus 2014 wurde eine Bevölkerungszahl von 7.360.703 ermittelt. Mehrheitlich ist die Bevölkerung ethnisch Bamar. Religiös sind die meisten Bewohner Buddhisten, gefolgt von Muslimen und Christen. Der Großteil der Bewohner wohnt in der gleichnamigen Hauptstadt der Region, der birmanischen Metropole Rangun (Yangon). Mit 70 % urbaner Bevölkerung ist die Region Yangon die mit Abstand urbanisierteste des Landes.

## Verwaltung
Die Yangon-Region ist in vier Distrikte unterteilt:
- East Yangon
- North Yangon
- West Yangon
- South Yangon

Die Bezirke werden wiederum in 45 Gemeinden (Townships) unterteilt.